# Estrets turcs

El Bòsfor (vermell) i els Dardanels (groc) són coneguts abastament com a Estrets Turcs.

Els Estrets Turcs (en turc Türk Boğazları) són els dos estrets a la part nord-occidental de Turquia: El Bòsfor i els Dardanels, que connecten la Mar de Màrmara amb la mar Negra en un costat i el braç Egeu de la mar Mediterrània en l'altre. El Bòsfor (Boğaziçi o İstanbul Boğazı, "Estret d'Istanbul"), de 30 km de llarg per només 700 metres d'ample, connecta el Mar de Màrmara amb el Mar Negre al nord. Transcorre a través de la ciutat d'Istanbul, la qual cosa la fa una ciutat situada en dos continents. És creuat per dos ponts penjants (el Pont del Bòsfor i el Pont de Fatih Sultan Mehmet), i per un túnel ferroviari anomenat Marmaray (en funcionament des de l'octubre de 2013).
Els Dardanels (en turc Çanakkale Boğazı, "Estret de Çanakkale"), de 68 km de llarg i 1.2 km d'ample, connecta el Mar de Màrmara amb la Mediterrània al sud-oest, prop de la ciutat de Çanakkale. Els Dardanels van ser coneguts històricament com a Hel·lespont, i foren l'escenari de la batalla de Gal·lípoli (1915) durant la Primera Guerra Mundial.

## La qüestió dels Estrets
Els Estrets han estat de cabdal importància estratègica marítima des que va tenir lloc la Guerra de Troia prop de l'entrada de l'Egeu. En els dies de declivi de l'Imperi Otomà la "Qüestió dels Estrets" implicà els diplomàtics d'Europa i l'Imperi Otomà.
Segons els termes de la Convenció dels Estrets de Londres conclosa el 13 de juliol de 1841, entre les grans potències d'Europa - Rússia, el Regne Unit, França, Àustria i Prussia - la "norma antiga" de l'Imperi Otomà fou restablerta, i es tancaren així els estrets a tots els vaixells de guerra en general, excloent-hi els dels aliats del soldà durant el temps de guerra. Així es beneficiava el poder naval britànic en contra del rus, donat que a aquest li faltava l'accés directe per a la seva armada a la Mediterrània.
El tractat és un d'una sèrie de tractats sobre l'accés al Bòsfor, la Mar de Màrmara i els Dardanels. Es va prendre del tractat secret de 1833 (Unkiar Skelessi), en el qual l'Imperi Otomà garantia l'ús exclusiu dels Estrets per als vaixells de les "Potències de la Mar Negra" (p. ex.: Imperi Otomà i Imperi Rus) en cas d'una guerra general.
El tractat modern que controla relacions és el Tractat de Montreux de 1936, que encara està en vigor. Dona a Turquia el control sobre els vaixells de guerra que ingressen als estrets, però garanteix el pas lliure de vaixells civils en temps de pau.